# Объёмная холодная штамповка металла
Объёмная холодная штамповка металла — разновидность обработки металлов давлением. Отличие её от обработки горячей штамповкой в том, что её выполняют при температуре сплава ниже точки рекристаллизации. Различают несколько видов холодной штамповки — холодная высадка, холодное выдавливание и штамповка в открытых штампах.
Такая обработка осуществляется в несколько операций, что обеспечивает постепенное и последовательное изменение формы: от изначальной формы заготовки до требуемой формы изделия. В процессе металлообработки происходит упрочнение материала и снижение его пластичности. Для увеличения пластичности и уменьшения сопротивления последующим деформациям применяют межоперационные отжиги, особенно в случаях, когда осуществляется большое число переходов.
Детали, изготовленные способом объёмной холодной штамповки, характеризуются высокой точностью: полые изделия, изготовленные этим способом, могут иметь толщину стенки, измеряемую в десятых и сотых долях мм. Технически, применение этой технологии позволяет изготавливать детали особо сложных форм, которые невозможно получить, используя другие методы обработки. Формовка металла без разрушения его целостности позволяет увеличить коэффициент использования материала до 95 % даже для деталей сложной конфигурации.

## Холодное выдавливание
Холодное выдавливание осуществляется методом давления, по своей сути схожим с прессованием металла. Отличие заключается в образовании трёхосного неравномерного сжатия в области деформации, что приводит к повышению пластичности обрабатываемого материала и позволяет получать большое формоизменение заготовки. Процесс формования детали заключается в следующем: под влиянием давления, создающегося при обжимании заготовки до состояния текучести, металл вытекает через отверстия матрицы соответствующей формы. Течения металла относительно к движению пуансона может иметь разную направленность и в зависимости от этого направления различают типы выдавливания.
1. Прямое выдавливание характеризуется совпадением движения пуансона и направления течения металла. Он применяется для получения сплошных удлинённых поковок: деталей значительной длины.
2. Боковое выдавливание характеризуется вытеканием металла через боковые отверстия, под углом к движению пуансона. Применяется для получения поковок с отростками: деталей сложной формы.
3. Обратное выдавливание характеризуется направлением вытекания, противоположным движению пуансона. Применяется для пустотелых поковок: деталей полых внутри.
4. Комбинированное выдавливание характеризуется одновременным течением в нескольких направлениях и применяется для производства деталей сложной формы.

## Холодная высадка
Холодная высадка осуществляется путём деформирования исходной заготовки многократным ударным нагружением в штампах. При этом осуществляется местное увеличение поперечных размеров с одновременным уменьшением длины. Заготовка заводится в матрицу с помощью пуансона, где осуществляется высадка. Детали, в которых за один удар не удаётся изменить форму до требуемых размеров, производятся на многопозиционных высадочных автоматах.
Методом холодной высадки можно производить изделия с поперечными параметрами 8—9 квалитета (допуск точности), что позволяет применять эту технологию для выпуска деталей, образующих сопряжение.

## Объёмная формовка в закрытых или открытых штампах
Объёмная формовка в закрытых или открытых штампах — это процесс формообразования изделий, при котором деталь получают обжатием заготовки в штампе. Это могут быть как открытые, так и закрытые штампы. В открытых излишек металла вытекает в полость, образуя облой, в закрытых формование происходит без образования облоя.
Закрытые штампы, ввиду необходимости использования более мощного и дорогостоящего оборудования, а также их меньшей стойкости используют в основном для производства деталей из цветных металлов. При этом способе формовки деталей с малым диаметром и большой высотой во избежание складок деталь поддаётся обработке в несколько заходов.